# Body Count (album)
Pour les articles homonymes, voir Body Count.
Albums de Body Count
Born Dead
(1994)
Singles
1. The Winner Loses
Sortie : 1992
2. There Goes The Neighborhood
Sortie : 1992

Body Count, originellement sorti sous le titre Cop Killer, est le premier album du groupe de Crossover thrash californien éponyme Body Count. Il est sorti le 31 mars 1992 sur le label Sire/ Warner Bros Records et a été produit par Ice-T et Ernie-C.

## L'album
Tout commence lorsque le rappeur Ice-T sort avec son groupe Body Count leur tout premier album : Cop Killer.
Cet album contient un morceau éponyme, Cop Killer, aux propos très virulents à l'égard des forces de l'ordre de Los Angeles, alors impliquées dans différents scandales, notamment celui du passage à tabac de Rodney King. Cette chanson va être l'objet d'une véritable levée de boucliers qui entrainera le retrait des ventes de l'album.
Une nouvelle version de l'album sort donc peu après, sous le nom de Body Count, dans laquelle les chansons Cop Killer et Out in the Parking Lot sont remplacées par le morceau Freedom of Speech, qui figure sur l'album The Iceberg/Freedom of Speech... Just Watch What You Say! (1990), titre hip hop, dans lequel Ice-T dénonce la censure dont il a été victime sur un sample du riff de Foxy Lady (Jimi Hendrix).
Ironie du sort, cette version censurée sortira presque un mois avant les émeutes de Los Angeles, qui ont fait suite à l'acquittement des policiers impliqués dans l'affaire Rodney King.
Cet album fut enregistré aux One-on-One Recorders et Syndicate Studio West à North Hollywood en Californi entre septembre et décembre 1991. 
Le morceau Body Count's in the House apparait dans le film Universal Soldier (avec Jean-Claude Van Damme et Dolph Lundgren). Le clip de ce morceau a d'ailleurs été tourné avec les acteurs du long métrage. Le titre Body Count figurait déjà dans l'album d'Ice-T , O.G. Original Gangster sorti en 1991.
Cet album entra directement à la 32e place du Billboard 200 aux États-Unis. Il sera certifié disque d'or le 4 août 1992 pour plus de 500 000 albums vendus.

## Liste des titres
- Tous les titres sont signés par Ice-T et Ernie-C sauf indications.

Version censuréeBody Count
| No  | Titre                       | Auteur                            | Durée |
| --- | --------------------------- | --------------------------------- | ----- |
| 1.  | Smoked Pork                 | Ice-T                             | 0:46  |
| 2.  | Body's Count's In the House |                                   | 3:24  |
| 3.  | Now Sports                  | Ice-T                             | 0:05  |
| 4.  | Body Count                  |                                   | 5:18  |
| 5.  | A Statistic                 | Ice-T                             | 0:06  |
| 6.  | Bowels of the Devil         |                                   | 3:43  |
| 7.  | The Real problem            | Ice-T                             | 0:12  |
| 8.  | KKK Bitch                   |                                   | 2:53  |
| 9.  | C Note                      | Ernie C.                          | 1:36  |
| 10. | Voodoo                      |                                   | 5:00  |
| 11. | The Winner Loses            |                                   | 6:31  |
| 12. | There Goes the Neighborhood | Ernie C.                          | 5:50  |
| 13. | Oprah                       | Ice-T                             | 00:7  |
| 14. | Evil Dick                   |                                   | 3:59  |
| 15. | Body Count Anthem           |                                   | 2:46  |
| 16. | Momma's Gotta Die Tonight   |                                   | 6:11  |
| 17. | Ice-T/Freedom of Speech     | Ice-T, Jello Biafra, Jimi Hendrix | 4:10  |

Version originaleCop Killer
| No  | Titre                  | Auteur | Durée |
| --- | ---------------------- | ------ | ----- |
| 16. | Out in the Parking Lot | Ice-T  | 0:30  |
| 17. | Cop Killer             |        | 4:09  |

## Musiciens
Body Count
- Ice-T : chant
- Ernie-C : guitare solo et acoustique
- D-Roc : guitare rythmique
- Mooseman : basse
- Beatmaster-V : batterie
- Sean E Sean: samplers, chœurs
- Sean E Mac: chœurs

Invité
- Jello Biafra: narration sur Freedom of Speech

## Charts
| Pays             | Durée du classement | Meilleur classement |
| ---------------- | ------------------- | ------------------- |
| Allemagne        | 50 semaines         | 25e                 |
| Australie        | 12 semaines         | 12e                 |
| États-Unis       | -                   | 32e                 |
| Nouvelle-Zélande | 5 semaines          | 18e                 |

| Pays       | Certification | Ventes    | Date       |
| ---------- | ------------- | --------- | ---------- |
| États-Unis | Or            | 500 000 + | 04/08/1992 |

### Charts single
| Date       | Single                      | Chart              | Durée du classement | Position |
| ---------- | --------------------------- | ------------------ | ------------------- | -------- |
| 23/08/1992 | There Goes the Neighborhood | RMNZ Singles Top40 | 2 semaines          | 35e      |